# Ilbert de Lacy (Pontefract)
Ilbert de Lacy (Hilbertus, Bois-l'Évêque, c.1040-Pontefract, c.1093) fue un caballero anglonormando que participó en la conquista normanda de Inglaterra siguiendo a Guillermo el Bastardo. Señor de Bois-l'Évêque y Pontefract (1070). Hijo primogénito de Hugo de Lacy (c. 1005-1050), descendientes de Lasse, uno de los primeros vikingos que se asentaron en Normandía. Vasallo de Odón de Bayeux, participó en la batalla de Hastings, junto a su hermano Walter de Lacy, y al igual que otros señores normandos, fueron recompensados individualmente con la concesión del control de tierras en particular Pontefract («dominio et honore de Pontefracto»), al sur de Yorkshire. Estuvo muy activo en las marcas del norte, siguiendo a su señor feudal en el asedio del norte de Inglaterra. El Libro Domesday registra que tuvo feudos y propiedades en Tingewick en Rowley; hundred en Buckinghamshire; varias propiedades en Nottinghamshire; numerosas propiedades en Yorkshire; así como tierras en Dunholme, Scothern, Stow y Willingham by Stow en Lincolnshire, mientras que también seguían controlando el feudo en Normandía de Lasci y Campeaux. Administraba también los feudos que Ralph Paynel arrendaba al obispo Odón. El feudo normando se mantuvo posteriormente en parage (igualdad en la herencia) por los herederos de Walter e Ilbert. Murió durante el reinado de Guillermo Rufus.

## Herencia
Se casó con una dama llamada Hawise, y fruto de esa relación nacieron varios hijos:
- Matilda de Lacy (c. 1068);
- Robert de Lacy, señor de Pontefract (c. 1070-1102);
- Hugo de Lacy, abad de Selby en 1069 (c. 1082-1139);[1]
- Enguerrand de Lacy, gobernador de Caen (1106);
- Ingelram de Remilly [de Lacy] (c. 1060-1096).